# Supercopa de Naciones de balonmano
La Supercopa de Naciones conocida internacionalmente por Supercup, es un torneo de balonmano para los equipos nacionales masculinos, que desde 1979 se disputa cada dos años en Alemania.
Se juega por lo general en noviembre. Sólo en una ocasión la fecha se pospuso por cuatro meses (noviembre de 1997-marzo de 1998). 
Se clasifican para la competición el anterior campeón olímpico, el campeón mundial, el campeón de Europa, además del anfitrión (Alemania) y en ocasiones otras selecciones invitadas. 

## Ediciones
| Año  | Oro      | Plata     | Bronce     |
| 1979 | RFA      | Rumanía   | URSS       |
| 1981 | URSS     | RFA       | Yugoslavia |
| 1983 | Rumanía  | URSS      | Yugoslavia |
| 1985 | URSS     | RDA       | RFA        |
| 1987 | RFA      | URSS      | RDA        |
| 1989 | URSS     | RDA       | Rumanía    |
| 1991 | España   | URSS      | Suecia     |
| 1993 | Suecia   | Alemania  | Suiza      |
| 1995 | Rusia    | Alemania  | Suecia     |
| 1998 | Alemania | Francia   | Rusia      |
| 1999 | Rusia    | Croacia   | Suecia     |
| 2001 | Alemania | Rusia     | Suecia     |
| 2003 | España   | Alemania  | Suecia     |
| 2005 | Suecia   | Francia   | Rusia      |
| 2007 | Polonia  | Suecia    | Alemania   |
| 2009 | Alemania | Dinamarca | Suecia     |
| 2011 | España   | Suecia    | Dinamanca  |
| 2013 | Alemania | Polonia   | Suecia     |
| 2015 | Alemania | Eslovenia | Brasil     |

## Medallero
| Rang | País       | Oro | Plata | Bronce |
| ---- | ---------- | --- | ----- | ------ |
| 1    | Alemania   | 7   | 4     | 2      |
| 2    | URSS       | 3   | 3     | 1      |
| 3    | España     | 3   | 0     | 0      |
| 4    | Suecia     | 2   | 2     | 7      |
| 5    | Rusia      | 2   | 1     | 2      |
| 6    | Rumania    | 1   | 1     | 1      |
| 7    | Polonia    | 1   | 1     | 0      |
| 8    | RDA        | 0   | 2     | 1      |
| 19   | Francia    | 0   | 2     | 0      |
| 10   | Dinamarca  | 0   | 1     | 1      |
| 11   | Croacia    | 0   | 1     | 0      |
| 12   | Eslovenia  | 0   | 1     | 0      |
| 13   | Yugoslavia | 0   | 0     | 2      |
| 14   | Brasil     | 0   | 0     | 1      |
| 15   | Suiza      | 0   | 0     | 1      |